# Phemeranthus parvulus
Phemeranthus parvulus är en källörtsväxtart som först beskrevs av Joseph Nelson Rose och Standl., och fick sitt nu gällande namn av D.J.Ferguson och T.M.Price. Phemeranthus parvulus ingår i släktet Phemeranthus och familjen källörtsväxter. Inga underarter finns listade i Catalogue of Life.